# Nejat İşler
Nejat İşler (Estambul, 28 de febrero de 1972) es un actor de cine, teatro y televisión turco conocido principalmente por su actuación en la película de 2007 Egg.

## Biografía
Nejat İşler nació en Eyüp, Estambul. Estudió en la secundaria de Cağaloğlu Anadolu, donde empezó a interesarse en la actuación iniciándose en el teatro. Tomó un curso de fotografía de dos años en la Universidad Técnica de Yıldız antes de presentarse para realizar su servicio militar. Tras salir del ejército se dedicó por un corto periodo de tiempo a las ventas. Después de ver la obra Death of Danton, decidió convertirse en actor y se unió al Conservatorio de la Universidad Mimar Sinan, donde se graduó en teatro.
Con dos amigos formó el teatro Kahramanlar ve Soytarılar. Después de hacer su debut en la pantalla chica con Gurur en 1994, logró el reconocimiento nacional con su participación en otras producciones de televisión como Deli Yürek, Şehnaz Tango, Nasıl Evde Kaldım, Dedem, Gofret ve Ben, Aşk ve Gurur, Şeytan Ayrıntıda Gizlidir y en películas como Eylül Fırtınası, Mustafa Hakkında Herşey y Anlat İstanbul. Su interpretación del poeta Yusuf en la laureada película Egg (2007) de Semih Kaplanoğlu logró el reconocimiento de la crítica especializada y de la audiencia en general.

## Filmografía

### Teatro
| Año  | Título                         | Escritor         | Escenario                          |
| ---- | ------------------------------ | ---------------- | ---------------------------------- |
| 1992 | Ferhatın Yeni Acıları          | Yüksel Pazarkaya | Teatro estatal de Estambul         |
| 1994 | Yeşil Papağan Limitet          | Memet Baydur     | Teatro estatal de Estambul         |
| 1997 | They Shoot Horses, Don't They? | Horace McCoy     | Centro de espectáculos de Estambul |

### Cine
| Año  | Título original               | Personaje      | Observaciones |
| ---- | ----------------------------- | -------------- | ------------- |
| 1999 | Eylül Fırtınası               |                |               |
| 2004 | Mustafa Hakkında Herşey       | Fikret         |               |
| 2004 | Anlat İstanbul                | Ramazan        |               |
| 2005 | Çalıntı Gözler                | Halil          |               |
| 2006 | 2 Süper Film Birden           | Refik Bey      |               |
| 2007 | Barda                         | Selim          |               |
| 2007 | Yumurta                       | Yusuf          |               |
| 2007 | Yaşamın Kıyısında             | Comisionado    |               |
| 2009 | 11'e 10 kala                  | Ali            |               |
| 2009 | Ejder Kapanı                  | Ensar          |               |
| 2010 | Siyah Beyaz                   | Doctor         |               |
| 2011 | Kaybedenler Kulübü            | Kaan Çaydamlı  |               |
| 2011 | Çınar Ağacı                   | Yağız          |               |
| 2012 | Behzat Ç. Seni Kalbime Gömdüm | Ercüment Çözer |               |
| 2013 | Behzat Ç. Ankara Yanıyor      | Ercüment Çözer |               |
| 2014 | Kış Uykusu                    | İsmail         |               |
| 2016 | İkimizin Yerine               | Doğan          |               |
| 2017 | İstanbul Kırmızısı            | Deniz          |               |

### Televisión
| Año       | Título original                 | Personaje       | Observaciones      |
| --------- | ------------------------------- | --------------- | ------------------ |
| 2020      | Saygı                           | Ercüment Çözer  |                    |
| 20xx      | Çukur                           | Çağatay Erdenet |                    |
| 2017      | Bodrum Masalı                   | Bora            |                    |
| 2014      | Benim Adım Gültepe              |                 | Doblaje de voz     |
| 2012      | İntikam                         | Rüzgâr Denizci  | Temporada 1        |
| 2011–2012 | Keşanlı Ali Destanı             | Keşanlı Ali     |                    |
| 2010–2012 | Behzat Ç. Bir Ankara Polisiyesi | Ercüment Çözer  |                    |
| 2009      | Parmaklıklar Ardında            | Ahmet           |                    |
| 2009      | Kapalıçarşı                     | Cemal           |                    |
| 2007–2008 | Bıçak Sırtı                     | Ali Sinan       |                    |
| 2005      | Beyaz Gelincik                  |                 | Rol de reparto     |
| 2004      | Aliye                           | Deniz Erbil     |                    |
| 2004      | Şeytan Ayrıntıda Gizlidir       | Ali             |                    |
| 2004      | Çemberimde Gül Oya              | Nejat İşler     | Aparición especial |
| 2003–2004 | Sultan Makamı                   |                 | Rol de reparto     |
| 2002–2003 | Gülbeyaz                        | Kadir Demiroğlu |                    |
| 2002      | Aşk ve Gurur                    | İlhan Timur     |                    |
| 2001      | Dedem, Gofret ve Ben            | Murat           |                    |
| 2001      | Nasıl Evde Kaldım               | Metin           |                    |
| 1999      | Deli Yürek                      | Oktay           |                    |
|           | Dertler Bizim Olsun             |                 |                    |
| 1994      | Şehnaz Tango                    | Ergün           |                    |
| 1994      | Gurur                           |                 |                    |